# Вопело (Ајова)
Вопело (енгл. Wapello) град је у америчкој савезној држави Ајова. По попису становништва из 2010. у њему је живело 2.067 становника.

## Демографија
Према попису становништва из 2010. у граду је живело 2.067 становника, што је -57 (-2.7%) становника више него 2000. године.
| Група             | 2000.         | 2010.         |
| Белци             | 1.963 (92,4%) | 1.862 (90,1%) |
| Афроамериканци    | 2 (0,1%)      | 11 (0,5%)     |
| Азијати           | 4 (0,2%)      | 3 (0,1%)      |
| Хиспаноамериканци | 147 (6,9%)    | 169 (8,2%)    |
| Укупно            | 2.124         | 2.067         |